# Albert Nicholas
Albert Nicholas (ur. 27 maja 1900 w Nowym Orleanie, zm. 3 września 1973 w Bazylei) – amerykański klarnecista jazzowy.

## Życiorys
Grę na klarnecie studiował pod kierunkiem Lorenza Tio juniora w Nowym Orleanie. Już jako nastolatek grał z takimi sławami kornetu, jak Buddy Petit, Joe „King” Oliver i Manuel Perez. Następnie przez trzy lata służył na statkach amerykańskiej floty handlowej (United States Merchant Marine). Po zejściu na ląd powrócił w Chicago do zespołu „Kinga” – Oliver’s Dixie Syncopators, z którym grał i nagrywał od 1925 do 1927.
Potem przez rok przebywał na Dalekim Wschodzie i Egipcie. W 1928 dotarł do Nowego Jorku i przez pięć lat pracował w orkiestrze Luisa Russella. Na początku lat 40. nastąpił spadek popularności jazzu tradycyjnego, który przerwał jego karierę muzyczną. W 1941 zatrudnił się nawet jako strażnik w nowojorskim metrze. Jednakże jeszcze w połowie tej samej dekady wskutek odrodzenia muzyki nowoorleańskiej (New Orleans Revival) wrócił do pełnej aktywności zawodowej. Współpracował wtedy m.in. z pianistą Artem Hodesem, kornecistą i trębaczem Bunkiem Johnsonem, oraz puzonistą Kidem Orym. Od 1948 był stałym członkiem tria pianisty Ralpha Suttona w klubie Jimmy’ego Ryana.
W 1953, idąc w ślady swojego rodaka, słynnego saksofonisty Sidneya Becheta, przeniósł się do Francji, w której pozostał do końca życia. Do kraju rodzinnego przyjeżdżał rzadko, dokonując m.in. szeregu nagrań w 1959 i 1960. W 1957 odwiedził Polskę, występując na II Festiwalu Jazzowym w Sopocie.
Zmarł po przebytej operacji w szpitalu w  szwajcarskiej Bazylei. Miał 73 lata.

## Wybrana dyskografia

### Jako lider lub współlider
- 1954 Out of the Back Room – Art Hodes–Max Kaminsky–Albert Nicholas–Omer Simeon–Sandy Williams–Baby Dodds (Blue Note)
- 1955 Ridin’ with Red Allen – Featuring J. C. Higginbotham and Albert Nicholas ("X")
- 1956 Albert Nicholas – Mezz Mezzrow (Jazztone)
- 1957 Albert Nicholas – Jazz Festival Sopot 1957 (Polskie Nagrania „Muza”)
- 1964 Albert Nicholas with Art Hodes’ All-Star Stompers (Delmark Records)
- 1969 Barney Bigard/Albert Nicholas (RCA Victor)
- 1998 Albert Nicholas – Story – 1926/1947 (EPM)
- 2006 Albert Nicholas – New Orleans Clarinet (Sanctuary)
- 2015 Albert Nicholas & Herb Hall (G.H.B.)
- 2021 Albert Nicholas – Albert’s Blues & The 44 Gerrard St. Session (Cadillac Records)

Zestawienie wg dat wydania płyt